# Manuel Blanco Ramos

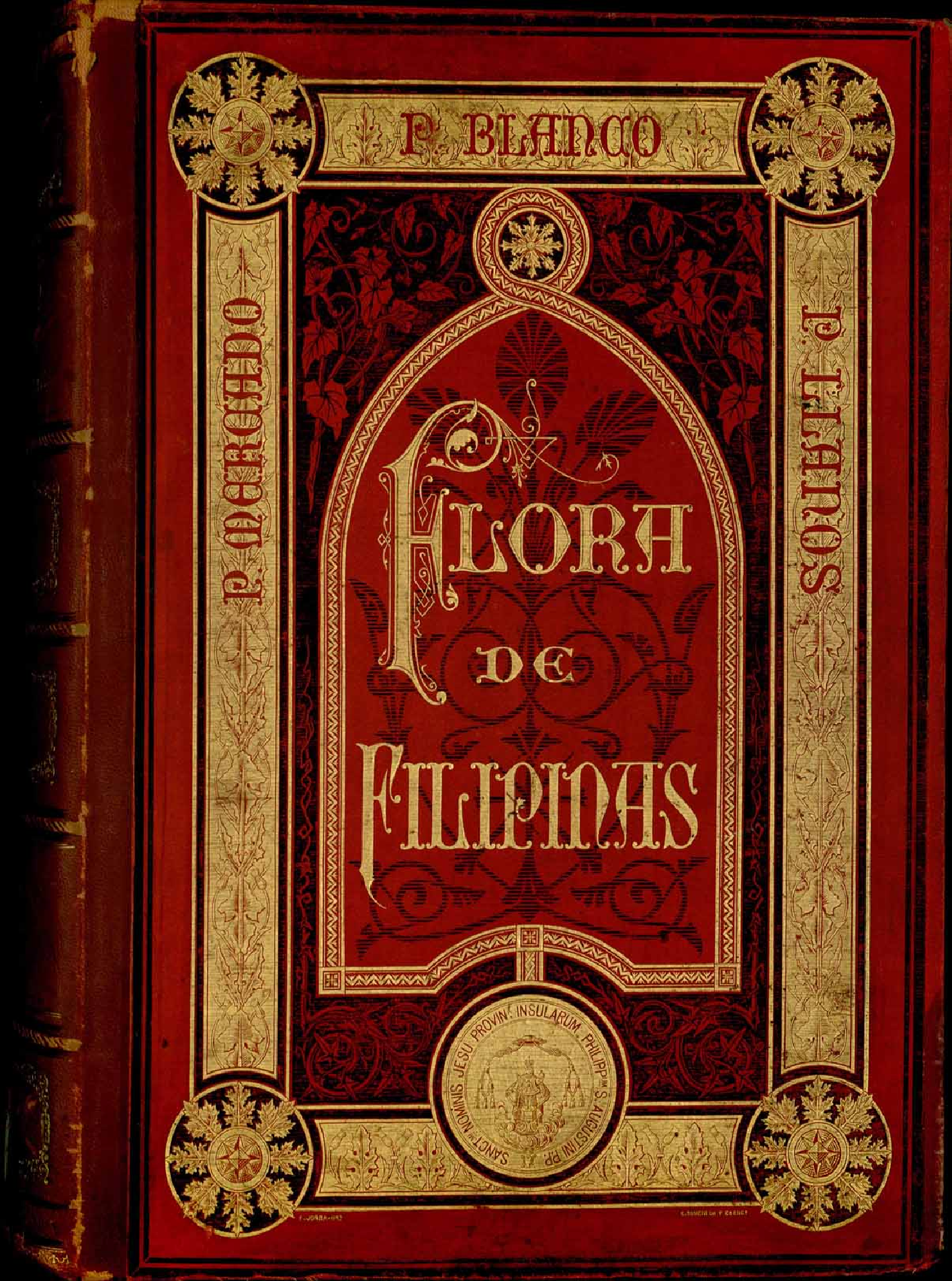
Flora de Filipinas, 1877–1883

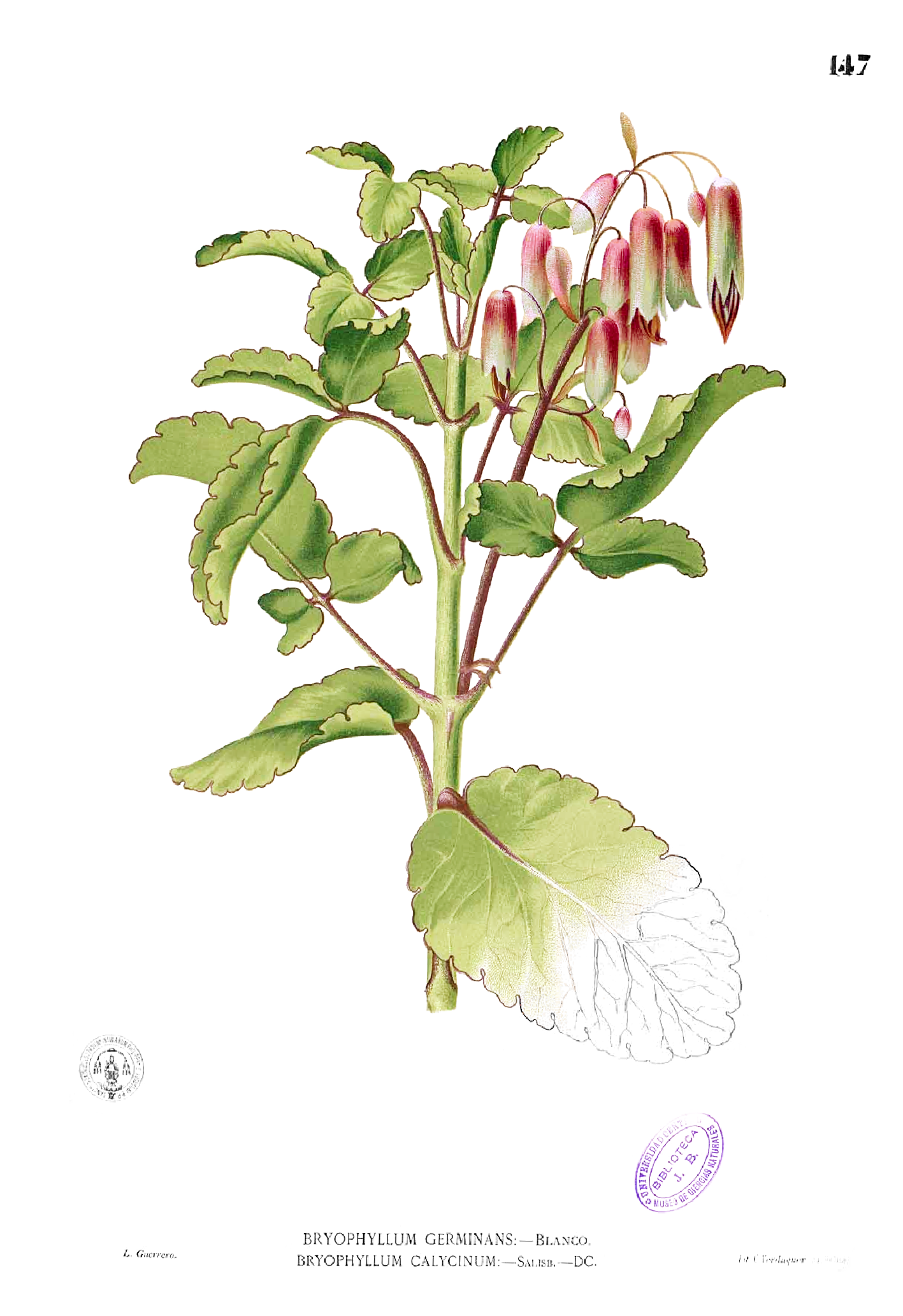
Kalanchoe pinnata de Flora de Filipinas

Manuel María Blanco Ramos conegut com a Manuel Blanco (Navianos de Alba, Castella i Lleó, 1779 – 1845) va ser un frare i botànic espanyol.

## Biografia
Blanco era un frare agustí, i la seva primera destinació va ser a Angat, Bulacan a les Filipines.
Cap al final de la seva vida,va ser nomenat delegat del seu orde religiós a Manila i va viatjar per tot l'arxipèlag. Va ser l'autor d'una exhaustiva flora de les Filipines (Flora de Filipinas. Según el sistema de Linneo) que seguia l'obra de Georg Joseph Kamel. La primera de les dues edicions (Manila, 1837 i 1845) no van ser il·lustrades. Celestine Fernandez Villar (1838-1907), junt amb altres incloent Antonio Llanos, publicaren i il·lustraren una edició pòstuma de 1877 a 1883, impressa per C. Verdaguer de Barcelona.
Blanco morí a Manila el 1845. El botànic Carl Ludwig Blume (1789-1862) va donar en el seu honor el nom del gènere Blancoa de la família Palmae.

## Llibres
- Flora de Filipinas. Según el sistema sexual de Linneo, Manila: 1837.
- Flora de Filipinas. Según el sistema sexual de Linneo... Segunda impression &c., Manila: 1845.
- Flora de Filipinas, según el sistema sexual de Linneo. Adicionada con el manuscrito inédito del. fr. Ignacio Mercado, las obras del fr. Antonio Llanos, y de un apéndice con todas las nuevas investigaciones botanicas referentes al archipiélago Filifino [sic]. Gran edicion., Manila: 1877-1883